# ماریا گورجینسکا
ماریا گورجینسکا (لهستانی: Maria Gorczyńska؛ ۲۷ ژانویهٔ ۱۸۹۹ – ۲۳ ژوئن ۱۹۵۹) بازیگر اهل لهستان بود.
از فیلم‌ها یا مجموعه‌های تلویزیونی که وی در آن‌ها نقش داشته است، می‌توان به خوانندهٔ ورشویی و شوهرم امشب چه می‌کند؟ اشاره نمود.